# La Pierre
La Pierre település Franciaországban, Isère megyében. Lakosainak száma 648 fő (2022. január 1.). La Pierre Lumbin, Tencin, Le Champ-près-Froges és Hurtières községekkel határos.

## Népesség
A település népességének változása:
| Lakosok száma | 162  | 301  | 375  | 466  | 514  | 570  | 574  | 565  | 584  | 648  |
|               | 1968 | 1982 | 1990 | 2006 | 2013 | 2015 | 2017 | 2019 | 2020 | 2022 |